# Bleu d'hydroxynaphtol
 (janvier 2023).
Le bleu d'hydroxynaphtol est un colorant azoïque. Il est utilisé pour déterminer le point de virage lors d'un titrage complexométrique.